# 清豊県
清豊県（せいほうけん）は、中華人民共和国河南省濮陽市に位置する県。

## 行政区画
- 鎮:城関鎮、馬荘橋鎮、瓦屋頭鎮、仙荘鎮、柳格鎮、韓村鎮、固城鎮、陽邵鎮
- 郷:六塔郷、鞏営郷、馬村郷、高堡郷、古城郷、大流郷、大屯郷、双廟郷、紙房郷